# USS Bristol County (LST-1198)
El USS Bristol County (LST-1198) es el 20.º buque de desembarco de tanques de la clase Newport. Sirvió en la US Navy de 1972 a 1994 y fue transferido a Marruecos. Su nombre actual es BDC Sidi Mohammed Ben Abdellah (BSL-407).

## Construcción y servicio
Colocada la quilla y botado en 1971 en NASSCO de San Diego (California). Fue asignado en 1972; su apostadero fue la base naval de San Diego. Finalizado su servicio en EE. UU., fue transferido a la marina de guerra de Marruecos en 1994.

## Nombre
Su nombre USS Bristol County fue homenaje al condado de Bristol, estado de Rhode Island.